# Riverside
Riverside — польская рок-группа, образовавшаяся в 2001 году в Варшаве. Первоначально группа состояла из басиста Мариуша Дуды, гитариста Петра Грудзиньского, барабанщика Петра Козерадского и клавишника Яцека Мельницкого.

## История

### Начало. Out of Myself
Однажды, во время короткой поездки, Пётр Грудзиньский сыграл в машине что-то из Marillion Петру Козерадскому. В то время, пока барабанщик Пётр 'Mittloff' Козерадский играл в двух дэт-метал-группах, Domain и Hate, Пётр Грудзиньский был гитаристом в другой метал-группе, Unnamed, они оба проявляли интерес к прогрессивному року. Они дружили с продюсером и клавишником Яцеком Мельницким, у которого, к тому же, была собственная студия. Эти трое решили поэкспериментировать с прогрессивной музыкой, но им был нужен басист. Мариуш Дуда, мульти-инструменталист и вокалист группы Xanadu, согласился посещать их репетиции осенью 2001 года по просьбе Яцека. Реакция после первой встречи у четырёх музыкантов была очень позитивная.
После нескольких репетиций они поняли, что стали вовлечены в нечто очень специфическое и удовлетворяющее их всех. Во время одной из репетиций Мариуш показал свой вокальный талант. Остальным музыкантам понравились его вокальные импровизации, и Мариуш стал вокалистом и одновременно басистом группы. В октябре 2002 года группа сыграла несколько концертов в Варшаве. 300 копий их демозаписей разошлись практически мгновенно — музыканты разослали их на радио станции и рекорд лейблы, а оставшиеся раздали друзьям и публике, пришедшей на их концерт в клубе Kopalnia в марте 2003 года. В то время как группа продолжала записывать материал для первого полноценного альбома, увеличивался диссонанс между клавишником Яцеком и остальными членами Riverside. Яцек хотел продолжить сольную карьеру и в конце года откололся от группы.
Остальные члены группы остались микшировать свой первый альбом, который был назван Out of Myself. Он был выпущен в Польше в конце 2003 года. Успех альбома на родине и концерты привели к релизу альбома в сентябре следующего года на американском лейбле Laser's Edge. На этот раз альбом вышел с обложкой от Трэвиса Смита, художника, работавшего с Opeth, Anathema и Девином Таунсендом.
Оказалось, что Out of Myself выиграл в номинации «лучший дебют» многих журналов и сайтов, в том числе таких, как Metal Hammer и Belgium Prog-Nose.

### Voices In My Head и Second Life Syndrome
После успеха своего дебютного альбома, Out of Myself, группа начала работать над EP, названным Voices In My Head — эксклюзивным релизом для Польши, выпущенным лейблом Mystic Productions. Первый иностранный концерт был дан на фестивале Progpower в голландском городе Баарло. Публика была поражена и скупила все имеющиеся в наличии диски. В результате, группой заинтересовался лейбл InsideOut Music. Первым альбомом, выпущенным на главном прог-роковом лейбле, стал Second Life Syndrome в октябре 2005 года. Альбом имел большой успех, поднялся на 62 место на Prog Archives в категории «топ-100 лучших прог альбомов» и был одним из самых популярных альбомов 2005-го. В 2006 году EP Voices In My Head, ранее выпущенный только в Польше, был переиздан на лейбле InsideOut с тремя бонусными концертными треками с дебютного альбома. В этом же году, 24 июня, группа отыграла свой первый заокеанский концерт в Бетлехеме (штат Пенсильвания). Вскоре после этого музыканты начали записывать материал для своего третьего студийного альбома — заключительной части трилогии Reality Dream Series.

### Rapid Eye Movement и Lunatic Soul
В октябре 2007 года группа выпустила альбом Rapid Eye Movement. Европейский релиз имел девять стандартных треков, но американцы получили две версии альбома. Первая содержала девять песен с альбома плюс три песни с сингла 02 Panic Room. Этот сингл также был эксклюзивным для Mystic Productions, поэтому практически недоступный заокеанским фанатам. Другая версия состояла из двух дисков: один с девятью альбомными треками и второй, с тремя сингловыми песнями и двумя новыми, более атмосферными композициями. Впоследствии в 2011 году этот альбом вошёл составной частью в трилогию из шести дисков под общим названием "Reality Dream Trilogy". При этом во второй диск этого двойного альбома "Rapid Eye Movement II" группа помимо ранее изданных пяти композиций включила ещё одну, шестую композицию - Rainbow Trip с сингла "Schizophrenic Prayer", который в 2008 году так же эксклюзивно был издан в Польше компанией Mystic Production. Перед релизом альбома 2007 года Riverside сопровождали Dream Theater в их европейском туре, привлекая новых фанатов. В это же время Мариуш Дуда выпустил дебютный альбом своего нового проекта, Lunatic Soul. Этот альбом был выпущен лейблом Kscope 13 октября 2008 года. В планах группы был выпуск концертного DVD с шоу в Лодзи, релиз состоялся в 2009 году на InsideOut под названием Live in Lodz — Reality Dream Live.

### Anno Domini High Definition
Квартет недавно закончил новый альбом, «Anno Domini High Definition». Мариуш сказал следующее про новый альбом 27 января 2009 года:
«Мы уезжаем из Варшавы, мы сменили студию и продюсера. Мы глубоко заинтересованы в создании последовательной записи, и именно поэтому на альбоме всего пять песен. Материал будет энергичным, разнообразным, и — я на это надеюсь — очень подходящим для концертных выступлений. Это будет история про жидкую современность, жизнь в постоянной спешке, стрессе и тревоги о будущем. Картина нашего времени в разрешении 1920 x 1080.»

«We have gone from Warsaw, we have changed the studio and the producer. We care deeply about creating a coherent record and that is why most probably there are only going to be 5 songs on it. The material will be energetic, multifarious, and — I hope so — very good for live performances. It will be a story about liquid modernity, life in a constant hurry, stress and anxiety about the future. A picture of our times in 1920 x 1080 definition.»

Альбом был выпущен в Польше на Mystic Productions 15 июня этого года. Anno Domini High Definition стал самым продаваемым альбомом в Польше и занял первое место в чартах. Выход альбома в Европе был запланирован на 6 июня, в Северной Америке — на 28-е. В поддержку альбома был проведен мировой тур, закончившийся двумя успешными концертами в России (Санкт-Петербург и Москва) 12 и 13 декабря. Группа запустила новый блог annodomninihighdefinition.com ., где можно отслеживать процесс записи их альбома.

### S.O.N.G.S.: Shrine Of New Generation Slaves
2 марта 2012 года на официальном сайте группы появилось сообщение, в котором говорилось о том, что группа приступает к записи пятого полноформатного альбома:
«После последних релизов Memories In My Head и Reality Dream Trilogy, вышедших в минувшем году, и успешного тура, приуроченного к 10-летию группы, Riverside начинают работу над новым альбомом.
Полагаю, пришло время для какого-то нового звучания, говорит Мариуш Дуда, т. е. - совсем нового. На последнем EP не было никаких новых музыкальных веяний, это было скорее что-то похожее на возврат к нашим корням. Этой пластинкой мы окончательно поставили точку на том периоде. Пора осваивать новую тропу, и она не будет в музыкальном отношении продолжением ни вышеупомянутого EP, ни даже ADHD. Что из этого получится — увидим. На данный момент то, что мы уже сочинили, представляется нам чем-то очень открытым: родилось много потрясающих мелодий, вернулась акустическая гитара, а металические риффы превратились в более роковые. Если не напортачим с материалом, получится зрелый и мощный альбом, один из лучших записанных нами, если не лучший.
В этом году группа сосредоточится на записи нового альбома, который планируется выпустить к концу 2012 — началу 2013 года. Это означает, что нам придётся подождать немного, чтобы получить то, что мы хотим. Однако, для нетерпеливых есть хорошие новости: все новости, касающиеся студийной работы, будут публиковаться на специальном блоге www.riversideband.pl.

Последний полноформатник группы Anno Domini High Definition вышел в 2009 году. Новый альбом, чьё название мы скоро узнаем, будет выпущен в разных частях света под лейблом Century Media/Inside Out, а также польским лейблом Mystic Production. Группа обновила свои контракты с этими лейблами на ближайшие два релиза.»

«After last year’s releases Memories In My Head and Reality Dream Trilogy and successful tours related to the band’s 10th birthday, Riverside starts working on another album.
I think that it’s high time for some new sounds, says Mariusz Duda, and I really mean new. Last year’s EP didn’t explore any new musical paths, it was a sort of a link to our beginnings. We have enclosed that period with this frame. And it’s high time we went on a different path which would neither be the musical continuation of the above mentioned EP, nor even of ADHD. What will come out of this—we shall see. For now, what we compose is really open, there are a lot of great melodies, the acoustic guitar is back, and the metal riffs evolved into more rock riffs. If we don’t screw it up on the way, it’s going to be a really powerful and mature album, one of the best we’ve recorded, if not the best.
This year the band is going to focus on recording the new album which should be released at the end of 2012, or the beginnig of 2013. It means we will have to wait some more for the final effect. But we have good news for the impatient fans: all the news about the studio work will be published on a special blog at www.riversideband.pl.
The band’s last full-length album was Anno Domini High Definition released in 2009. The new one, whose title we should know soon, will be released around the world by Century Media/Inside Out, and by Mystic Production in Poland. The band has renewed their contracts with those labels for the next two releases.»

В скором времени на официальном сайте появляется видео-сообщение, в котом группа в неофициальной обстановке вкратце рассказывает о продвигающейся записи альбома, а на заднем плане Михаль Лапай (которого не видно на экране) запускает фрагмент одной из новых песен.
Вслед за видео-сообщением появляется краткий отчёт из студии, в котором сообщается, что группа вернулась в свою родную студию в Серакосе (именно там создавались все три альбома из трилогии Reality Dream) и работает со своими старыми, хорошо знакомыми звукоинженерами - Магдой и Робертом Сржедницкими.
6 сентября стало известно название альбома - Shrine Of New Generation Slaves, которое, по заверению фронтмена группы, несмотря на свою кажущуюся замысловатость, раскрывается в акрониме (сокращении) S.O.N.G.S. (англ. song - "песня"). Чуть меньше чем через месяц группа сообщает о готовности альбома. 19 ноября был объявлен трек-лист альбома и дата его релиза (21 января 2013 года), а также была представлена обложка. 17 декабря выходит первый и единственный сингл с альбома - Celebrity Touch; вслед за этим появляется информация о графике выступлений группы в рамках нового тура, который получил название "New Generation Tour 2013". 15 января выходит клип на песню Celebrity Touch - второй клип (после "02 Panic Room") за всю историю группы. Первый релиз альбома состоялся в пятницу 18 января 2013 года в Германии, Австрии, Швейцарии и Норвегии. Затем в течение трёх дней с 21 по 23 января альбом вышел в других частях Европы: Великобритании, Бельгии, Нидерландах, Испании, Франции и т. д. 25 января выходит релиз в Австралии, Новой Зеландии и Финляндии; 5 февраля - в Северной Америке.

### Love, Fear and the Time Machineи смерть Петра Грудзиньского
Шестой полноформатный альбом группы Love, Fear and the Time Machine был выпущен в сентябре 2015 года . Объём продаж его превысил продажи предыдущих альбомов за пределами Польши.
21 февраля 2016 года в возрасте 40 лет скоропостижно скончался гитарист группы Петр Грудзиньский. Известно, что вечером предыдущего дня он посещал концерт группы the Winery Dogs в Варшаве. 4 марта на официальной странице группы появилось сообщение о том что Петр умер от внезапной остановки сердца. В связи с этим Riverside объявили об отмене запланированного гастрольного тура в поддержку альбома Love, Fear and The Time Machine. 10 марта 2016 года группа анонсировала новый альбом, компиляцию инструментальных номеров, приуроченный дню рождения Петра Грудзиньского 15 марта.
Весной 2017 года Riverside вернулись к живым выступлениям. Место концертного гитариста занял Мацей Меллер, однако, не присоединился к группе в качестве постоянного участника: Riverside приняли решение оставаться в качестве трио.
В декабре 2017 года группа приступила к работе в студии над новым альбомом. Запись большинства гитарных партий взял на себя Мариуш Дуда, хотя поучаствовать в качестве гостей смогли гитаристы Мацей Меллер и Матеуш Овчарек, а также скрипач Михал Йелонек. Альбом «Wasteland» официально вышел 28 сентября 2018 года, и получил постапокалиптическую тематику (Дуда отметил, что на этот раз его вдохновляла книга Кормака МакКарти "Дорога" и игры серии "Fallout").
В феврале 2020 года группа объявила, что гитарист Мацей Меллер вошёл в официальный состав группы, и Riverside после завершения тура Wasteland Tour вновь в виде квартета приступает к работе над восьмым студийным альбомом.

## Стиль
Стиль Riverside можно описать как прогрессивный рок с элементами металла. Критики сравнивают их музыку с такими группами, как Pink Floyd, Porcupine Tree, Marillion, Anathema, Opeth и Green Carnation.

The entire cd keeps constantly that high level, the dark side of Anathema, Opeth and Green Carnation, the song structures of Porcupine Tree and the symphonic fragments of Pink Floyd or Marillion.

К альбому Fear and the Time Machine (2015) стиль группы эволюционировал в прогрессивный рок с элементами эмбиента и электронной музыки: звук стал мягче, насыщенным электронными клавишными и семплированными ударными и звуковыми эффектами.

## Состав

### Текущий состав
- Мариуш Дуда (Mariusz Duda) — вокал, бас-гитара, акустическая гитара (с 2001), гитара (2016—2020)
- Пётр Козерадский (Piotr Kozieradzki) — ударные (с 2001)
- Михал Лапай (Michał Łapaj) — клавишные, бэк-вокал (с 2003)
- Мацей Меллер (Maciej Meller) — гитара (с 2020, концертный гитарист в 2017—2020)

### Бывшие участники
- Яцек Мельницкий (Jacek Melnicki) — клавишные (2001—2003)
- Пётр Грудзиньский (Piotr Grudziński) — гитара (2001—2016, умер в 2016)

## Дискография

### Студийные альбомы
- Out of Myself (2004)
- Second Life Syndrome (2005)
- Rapid Eye Movement (2007)
- Anno Domini High Definition (2009)
- Shrine of New Generation Slaves (2013)
- Love, Fear and the Time Machine (2015)
- Wasteland (2018)
- ID.Entity (2023)

### EP
- Voices in My Head (2005)
- Schizophrenic Prayer (2008)
- Memories in My Head (2011)

### Концертные альбомы
- Reality Dream (2008)
- Lost 'N' Found — Live in Tilburg (2017)
- Live ID. (2025)

### Сборники
- Reality Dream Trilogy (6CD, 2011):
  - CD 1: Out of myself  (2003/2004)
  - CD 2: Voices in My Head (2005)
  - CD 3: Second Life Syndrome (2005)
  - CD 4: Second Live Syndrome II (2008)
  - CD 5: Rapid Eye Movement (2007)
  - CD 6: Rapid Eye Movement II (2007/2008)
- Eye of the Soundscape (2016)
- Riverside 20 – The Shorts & The Longs (2CD, 2021)

### Синглы
- Loose Heart (2003)
- Conceiving You (2005)
- 02 Panic Room (2007)
- Schizophrenic Prayer (2008)
- Celebrity Touch (2012)
- River Down Below (2018)
- Lament (2018)
- Story of My Dream (2021)

### DVD
- Live in Lodz — Reality Dream Live (2009)
- Live in Paradiso (Amsterdam) 2008 — Reality Dream Tour (2009)
- Reality Dream (2009)

### Демо-альбомы
- Riverside (2002)